# Perissana
Perissana is een insectengeslacht van halfvleugeligen uit de familie Caliscelidae. De wetenschappelijke naam van het geslacht werd voor het eerst geldig gepubliceerd in 1952 door Metcalf.

## Soorten
- Ondergeslacht Perissana (Perissana) Metcalf, 1952
  - Perissana (Perissana) bispinata (Dlabola, 1980)
    - = Anissus bispinatus Dlabola, 1980

  - Perissana (Perissana) dlabolai Gnezdilov & Wilson, 2006
  - Perissana (Perissana) jakowleffi (Puton, 1890)
    - = Issus jakowleffi Puton, 1890
    - = Perissana jakowleffi (Puton, 1890)